# She’s All I Wanna Be
«She’s All I Wanna Be» (стилизовано под строчные буквы) — песня канадской певицы Тейт Макрей, вышедшая 2 февраля 2022 года на лейбле RCA Records в качестве второго сингла из её дебютного студийного альбома I Used to Think I Could Fly. Песня была написана Макрей совместно с Грегом Кёрстиным и им спродюсирована.

## История
Макрей запустила кампанию TikTok для песни, в рамках которой она тизерила ее в нескольких видео, начиная с 11 декабря 2021 года до её выхода в феврале. Она также исполнила дуэты с несколькими видео других пользователей TikTok на эту песню, и показала часть хореографии для официального клипа в TikTok, который собрал более 5 миллионов просмотров. Она объявила дату релиза 28 марта 2022 года и отметила, что она прошла через 29 различных миксов для песни.

## Отзывы
Песня получила широкое признание критиков. Кейтлин Уайт, написавшая рецензию для Uproxx, отмечает, что гитара в стиле поп-панк, несколько блестящих синтезаторов и тяжёлая перкуссия превращают песню в гимн грустной девушки. Каролин Дрок из Uproxx также отмечает, что песня закрепила за Макрей статус поп-звезды. Джон Караманика из The New York Times отмечает, что «сухой, жилистый голос Макрей хорошо подходит для убедительно ханжеского и своенравного панк-поп-тумблера о зависти». Notion отмечает, что в треке Макрей демонстрирует свои трогательные способности рассказчика. Томас Блич с сайта Music Review описывает песню как смехотворно запоминающуюся, ангстовую и гимн с электрической энергией, заявляя, что Макрей передаёт эйфорический катарсис, который излучается через задорный хук, и песня заставит вас «быть готовым бегать, страстно выкрикивая каждое слово».

## Музыкальное видео
Клип на песню был выпущен 11 февраля 2022 года и вдохновлён фильмом «Кордебалет», основанным на одноимённой постановке 1975 года. Креативная концепция клипа была разработана Макрей и Мишель Доули. В клипе Макрей и группа танцоров соревнуются за роль на прослушивании, причём Макрей зацикливается на танцовщице Бейли Сок, как своей главной сопернице. Они сражаются на протяжении всего прослушивания, доходят до финального отбора, но в итоге проигрывают, забыв о своём соперничестве и танцуя вместе, как друзья, что было против правил. Это показывает, что другая девушка все ещё хороший человек и друг Макрей, несмотря на многие современные стереотипы. Кейтлин Уайт из Uproxx отмечает, что Макрей и её соперница, вместе с красочным ансамблем других танцоров, сталкиваются на сцене, танцуя свой путь через хореографию, которая имитирует хаотичную энергию песни.

## Концертные исполнения
Песня была исполнена в прямом эфире из Лос-Анджелеса 24 февраля 2022 года для «SetTheStage», брендовой кампании с Sony. 12 июня 2022 года она была исполнена в прямом эфире на Capital London Summertime Ball. В ноябре 2022 года Макрей исполнила песню в прямом эфире на церемонии 2022 MTV Europe Music Awards. В том же месяце она также исполнила песню в прямом эфире на Wetten, dass..?.

## Чарты
| Чарт (2022)                         | Высшая позиция |
| ----------------------------------- | -------------- |
| Австралия (ARIA)                    | 19             |
| Австрия (Ö3 Austria Top 40)         | 38             |
| Бельгия/Фландрия (Ultratop 50)      | 21             |
| Бельгия/Валлония (Ultratop 50)      | 10             |
| Канада (Billboard Canadian Hot 100) | 10             |
| Канада (Billboard AC Airplay)       | 17             |
| Канада (Billboard CHR/Top 40)       | 3              |
| Канада (Billboard Hot AC)           | 5              |
| Чехия (Rádio Top 100)               | 5              |
| Дания (Tracklisten)                 | 23             |
| Германия (GfK)                      | 50             |
| Мир (Billboard Global 200)          | 31             |
| Венгрия (Rádiós Top 40)             | 30             |
| Ирландия (IRMA)                     | 6              |
| Нидерланды (Dutch Top 40)           | 15             |
| Нидерланды (Single Top 100)         | 32             |
| Новая Зеландия (Recorded Music NZ)  | 36             |
| Норвегия (VG-lista)                 | 8              |
| Португалия (AFP)                    | 117            |
| Словакия (Rádio Top 100)            | 29             |
| Сингапур (RIAS)                     | 4              |
| Швеция (Sverigetopplistan)          | 24             |
| Швейцария (Schweizer Hitparade)     | 63             |
| Великобритания (UK Singles Chart)   | 14             |
| США (Billboard Hot 100)             | 44             |
| США (Billboard Adult Top 40)        | 18             |
| США (Billboard Mainstream Top 40)   | 13             |

## Сертификации
| Регион | Сертификация  | Продажи   |
| --- | ------------- | --------- |
| Австралия (ARIA) | Платиновый    | 70 000    |
| Австрия (IFPI Austria) | Платиновый    | 30 000    |
| Бразилия (ABPD) | Платиновый    | 40 000    |
| Канада (Music Canada) | 2× Платиновый | 160 000   |
| Дания (IFPI Danmark) | Золотой       | 45 000    |
| Великобритания (BPI) | Платиновый    | 600 000   |
| США (RIAA) | Платиновый    | 1 000 000 |
| Стриминг |               |           |
| Швеция (GLF) | Золотой       | 4 000 000 |
| Данные о продажах + прослушиваниях приведены только на основе сертификации. · Данные только о прослушиваниях приведены на основе сертификации. |               |           |